# Кевин Роуз
Кевин Роуз (роден Робърт Кевин Роуз, на английски: Robert Kevin Rose, 21 февруари 1977 г.) е американски интернет предприемач, който става първият талант в ефир и по-късно като домакин на предаване в TechTV's наречено The Screen Savers (който по-късно става „Атака на шоуто!“ по G4) до заминаването си от мрежата на 22 май 2005 г. Роуз е известен със своя предприемачески дух. Той е съосновател на Revision3, Pownce, WeFollow и социалната мрежа Digg. Роуз е домакин на седмичния подкаст Diggnation заедно със своя съ-домакин Алекс Албрехт, където те обсъждат популярните истории из Digg.